# Старший прапорщик

Погон старшого прапорщика на польовому однострої

Старший прапорщик  — військове звання сержантського складу в збройних силах багатьох країн світу.
Старший прапорщик — військове звання в Збройних силах України (1991-2020),  арміях інших країн, по рангу вище за ''прапорщика'', але нижче за звання — ''молодший лейтенант''.
В Україні з 1 жовтня 2020 року відповідником званню старшого прапорщика є звання майстер-сержант.

## Історія
12 січня 1981 року в Радянській Армії, берегових частинах і авіації ВМФ, прикордонних і внутрішніх військах ЗС СРСР введено військове звання старший прапорщик.
На кораблях, судах, в берегових частинах бойового забезпечення ВМФ і морських частинах прикордонних військ — старший мічман. Після розпаду СРСР дані звання збережені в Збройних Силах України та в більшості республік на пострадянському просторі.
Законом №205-IX від 17 жовтня 2019 р. в Україні з 1 жовтня 2020 року замінено звання старшого прапорщика на майстер-сержанта, відповідне йому корабельне звання старшого мічмана — на майстер-старшину
До військового звання громадянина, який перебуває в запасі або перебуває у відставці, додаються відповідно слова «запасу» або «у відставці».

## Знаки розрізнення старшого прапорщика

Погон старшого прапорщика мотострілецьких військ ЗС СРСР (1981—1994)
Погон старшого прапорщика ВМФ (1981—1994)
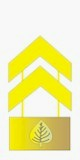
Знак розрізнення старшого прапорщика Збройних сил Словенії.
Погон старшого прапорщика Війська Польського.
Погон старшого прапорщика Війська Польського.
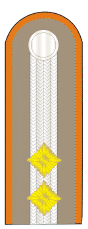
Погон обер-фенріха Національної народної армії НДР.

| нижче за рангом: Прапорщик | Старший прапорщик 1991-2020 | вище за рангом: Молодший лейтенант |